# Andrei Nikolajewitsch Lankow

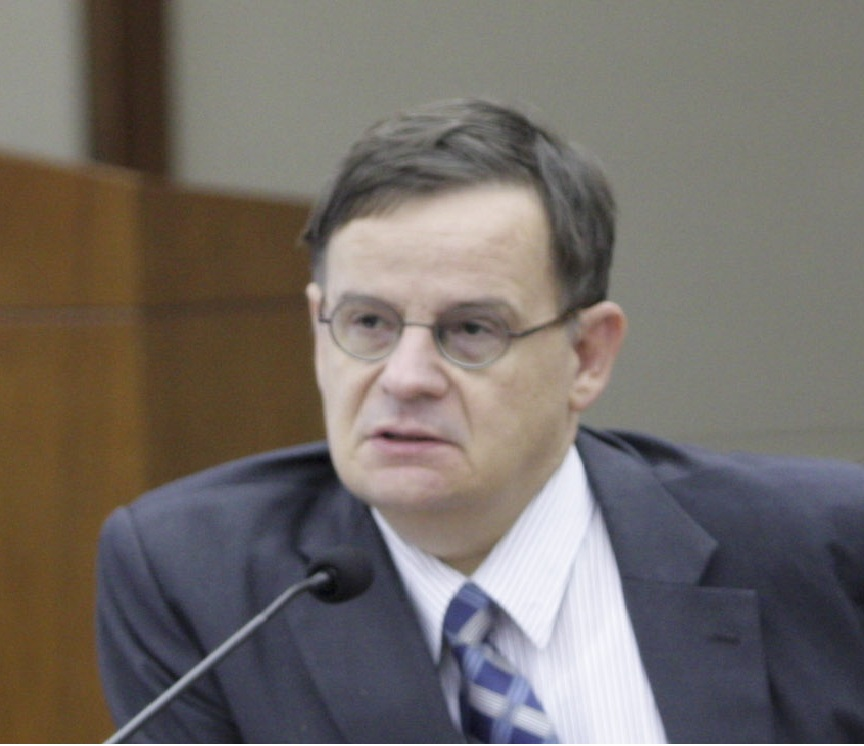
Andrei Lankow (2010)

Andrei Nikolajewitsch Lankow (russisch Андрей Николаевич Ланьков; * 26. Juli 1963 in Leningrad) ist ein russischer Orientalist mit dem Fachgebiet Korea. International ist er durch seine Veröffentlichungen zur Geschichte Nordkoreas bekannt geworden und gilt als einer der renommiertesten Nordkorea-Experten.

## Leben
Andrei Lankow studierte bis 1989 an der Ostwissenschaftlichen Fakultät der Leningrader Staatlichen Universität. Im Rahmen des Studiums absolvierte er 1984–1985 einen knapp einjährigen Auslandsaufenthalt in Pjöngjang. Zu seiner Aspirantur verfasste Lankow eine Arbeit zur mittelalterlichen Geschichte Koreas. Er blieb zunächst an der Universität, wo er von 1989 bis 1992 koreanische Sprache und Geschichte lehrte. Von 1992 bis 1996 arbeitete er in Südkorea. Anschließend lehrte er bis 2004 koreanische Sprache und Geschichte an der University of Canberra in Australien, von wo aus er wiederum nach Südkorea zurückkehrte. Heute ist er an der Kookmin-Universität in Seoul tätig.

## Werke (Auswahl)

### Englisch
- The real North Korea: life and politics in the failed Stalinist utopia. Oxford: Oxford University Press 2013, ISBN 0-19-939003-7
- The dawn of modern Korea: the transformation in life and cityscape. 2007, ISBN 978-89-5660-214-1, ISBN 89-5660-214-X
- North of the DMZ: essays on daily life in North Korea. Jefferson, NC: McFarland, 2007, ISBN 978-0-7864-2839-7.
- Crisis in North Korea: the failure of De-Stalinization, 1956. Honolulu: University of Hawai'i Press, 2005, ISBN 0-8248-2809-7, ISBN 978-0-8248-3207-0.
- From Stalin to Kim Il Sung: the formation of North Korea, 1945-1960. London: Hurst, 2002, ISBN 1-85065-563-4.
- The demise of non-communist parties in North Korea (1945-1960). In: Journal of Cold War studies, Cambridge, Mass., 3 (2001),1, S. 103–125.

### Russisch
- Август, 1956 год : кризис в Северной Корее. ROSSPEN (Российская политическая энциклопедия), Moskau, 2009, ISBN 978-5-8243-0907-2.
- Быть корейцем. AST/Восток-Запад, Moskau, 2006, ISBN 5-17-032481-2, ISBN 5-478-00137-6.
- КНДР вчера и сегодня : неформальная история Северной Кореи. Vostok-Zapad, Moskau, 2005, ISBN 5-478-00060-4.
- Северная Корея : вчера и сегодня. Vostočnaja literatura, Moskau, 1995, ISBN 5-02-017875-6.
- Политическая борьба в Корее XVI-XVIII вв. Centr „Peterburgskoe Vostokovedenie“, Sankt-Peterburg, 1995, ISBN 5-85803-004-1.